# لامبرتو زائولی
لامبرتو زائولی (انگلیسی: Lamberto Zauli؛ زادهٔ ۱۹ ژوئیهٔ ۱۹۷۱) بازیکن سابق و سرمربی کنونی فوتبال اهل ایتالیا است که هدایت باشگاه کروتونه را برعهده دارد.
از باشگاه‌هایی که در آن بازی کرده‌است می‌توان به باشگاه فوتبال مودنا، باشگاه فوتبال کرمونزه، باشگاه فوتبال بولونیا، باشگاه فوتبال سمپدوریا، باشگاه فوتبال ویچنزا و باشگاه فوتبال پالرمو اشاره کرد.